# Lethrinus xanthochilus
Lethrinus xanthochilus är en fiskart som beskrevs av Klunzinger, 1870. Lethrinus xanthochilus ingår i släktet Lethrinus och familjen Lethrinidae. Inga underarter finns listade i Catalogue of Life.